# Динтер, Курт
Курт Мориц Динтер (10 июня 1868 — 16 декабря 1945) — немецкий ботаник, профессор, занимался изучением суккулентов Юго-Западной Африки.

## Биография
Динтер начал научную карьеру в ботанических садах Дрездена и Страсбурга, проводил акклиматизацию растений в саду Ла Мортола, рядом с Вентимильей на итальянской Ривьере. Ездил по Юго-Западной Африке, создал несколько коллекций растений, которые отправлял Хааге и Шмидту в Эрфурт, а также Генриху Шинцу в Цюрих и Адольфу Энглеру в Берлин. Его странствия в итоге длились 38 лет. В течение этого времени он вместе с женой Юттой Динтер собрали большую коллекцию, состоящую из 8400 экземпляров разнообразных видов суккулентных растений.
Курт Динтер сопровождал профессора Адольфа Энглера, учёного, специализирующегося на африканской флоре, в его путешествии по региону в 1913 году.
В 1924 году правительство Веймарской республики удостоило его звания почётного профессора и небольшой пенсии.

## Труды
- Sacculentenforschung in Südwestafrika. Dinter, Kurt. — Dahlem b. Berlin, Fabeckstr. 49: Verlag d. Repertoriums, 1923 Vorhanden in Leipzig
- Tabakbau im Schrebergartenbetrieb. Dinter, Kurt. — Herrnhut : Winter, [1920] Vorhanden in Leipzig
- Botanische Reisen in Deutsch-Südwest-Afrika. Dinter, Kurt. — Posen : Selbstverl., 1918 Vorhanden in Leipzig
- Neue und wenig bekannte Pflanzen Deutsch-Südwest-Afrikas unter bes. Berücks. d. Succulenten Mit 64 Lichtdruckb. [auf Taf.] in natürl. Grösse Dinter, Kurt. — Okahandja : Selbstverl., 1914 Vorhanden in Leipzig
- Anbau von Luzerne für Strausse. Dinter, Kurt. — Swakopmund : Swakopmunder Buchh., o. J. Vorhanden in Leipzig
- Sukkulentenforschung in Südwestafrika. Dinter, Kurt. — Herrnhut i. Sa. : Gust. Winter

## Почести
В честь Динтера названы следующие род растений:
- Dintera Stapf
- Dinteracanthus C.B.Clarke ex Schinz
- Dinteranthus Schwant.

В его честь названо также несколько видов растений: Anacampseros dinteri, Amaranthus dinteri, Stapelia dinteri, Trichocaulon dinteri, Vigna dinteri.
В честь его жены Ютты был назван род Juttadinteria Schwant. Сам Динтер в честь своей жены назвал несколько видов: Cissus juttae, Hoodia juttae, Stapelia juttae.